# Luke McCormick
Luke Martin McCormick (ur. 15 sierpnia 1983 w Coventry) – angielski piłkarz grający na pozycji bramkarza. W sezonie 2020/2021 występuje w klubie Plymouth Argyle.

## Kariera klubowa

### Plymouth Argyle

#### 2001–2008
McCormick zadebiutował w barwach Plymouth Argyle 5 maja 2021 roku w meczu z Rochdale A.F.C. (0:0). Był to jego jedyny występ w tamtym sezonie.
W kolejnym sezonie (2001/2002) McCormick nie wystąpił w żadnym spotkaniu. W sezonie 2002/2003 Anglik rozegrał 5 meczów. W sezonach 2003/2004, 2004/2005, 2005/2006 i 2006/2007 bramkarz ten wystąpił w kolejno: 43, 24, 3 i 46 spotkaniach. W ostatnim sezonie przed wypadkiem McCormick rozegrał 35 meczów. W spotkaniu przeciwko Scunthorpe United zawodnik ten dostał czerwoną kartkę.

#### 2013–2018
McCormick wrócił do Plymouth Argyle 1 lipca 2013 roku. Pierwszy występ tego zawodnika po powrocie miał miejsce 3 sierpnia 2013 roku w meczu z Southend United (przeg. 1:0). W sezonie 2013/2014 Anglik wystąpił w barwach Plymouth Argyle 26 razy. W kolejnym sezonie piłkarz ten rozegrał 53 mecze. W sezonie 2015/2016 McCormick zanotował 48 występów. W ostatnich dwóch sezonach przed przejściem do Swindon Town Anglik rozegrał kolejno 51 i 10 meczów.

#### od 2020
McCormick ponownie podpisał kontrakt z Plymouth Argyle 28 lipca 2018 roku. W sezonie 2020/2021 piłkarz ten rozegrał w barwach tego klubu dwa mecze. Pierwszy z nich miał miejsce 1 maja 2021 roku. Było to starcie przeciwko Sunderlandowi, przegrane 1:3. Drugi występ Anglik zaliczył 9 maja 2021 roku w przegranym 1:0 spotkaniu przeciwko Gillingham.

### Boston United
McCormicka wypożyczono na miesiąc do Boston United 21 października 2004 roku. Zawodnik ten wystąpił w barwach tego klubu dwa razy – przeciwko Notts County (przeg. 2:1) i przeciwko Bristol Rovers (2:2). 

### Wypadek samochodowy i pobyt w więzieniu
7 czerwca 2008 roku doszło do wypadku samochodowego na trasie M6 w Staffordshire, spowodowanego przez Luke'a McCormicka. Jechał on wówczas pod wpływem alkoholu. W wyniku zderzenia zginęli 8-letni Ben Peak oraz 10-letni Arron Peak. Jeden z nich zmarł na miejscu, drugi w szpitalu. Arron zmarł w wyniku obrażeń wewnętrznych, a Ben w wyniku obrażeń głowy. Ich 37-letni wówczas ojciec trafił do szpitala. Jego urazy spowodowały u niego konieczność poruszania się na wózku inwalidzkim. McCormick przyznał się do winy. Sąd skazał go na 7 lat i cztery miesiące pozbawienia wolności. Ustalono jednak, że McCormick zostanie warunkowo zwolniony z więzienia po 3,5 roku. Anglik wyszedł z więzienia w czerwcu 2012 roku.
Plymouth Argyle zawiesiło McCormicka 2 lipca 2008 roku. 22 lipca 2008 roku klub ten rozwiązał kontrakt z Anglikiem.

### Truro City
McCormick trafił do Truro City 1 listopada 2012 roku. Zadebiutował on dla tego zespołu 17 listopada 2012 roku w meczu z Eastbourne Borough (przeg. 1:0). Łącznie w barwach Truro City Anglik wystąpił w 10 spotkaniach.

### Oxford United
McCormick przeniósł się do Oxfordu United 31 stycznia 2013 roku. Debiut dla tego klubu zaliczył on 2 lutego tegoż roku w przegranym 1:0 spotkaniu przeciwko Southend United. Ostatecznie dla Oxfordu United Anglik rozegrał 15 meczów.

### Swindon Town
McCormick podpisał kontrakt z Swindon Town 7 lipca 2018 roku. Zadebiutował on w barwach tego klubu miesiąc później w meczu z rezerwową drużyną Chelsea (przeg. 0:4). Łącznie w barwach Swindon Town Anglik wystąpił w 36 spotkaniach, 11 razy zachowując czyste konto. 

## Sukcesy
Sukcesy w karierze klubowej:
- EFL League Two – 1x, z Swindon Town, sezon 2019/2020
- EFL League Two – 1x, z Plymouth Argyle, sezon 2016/2017